# واتسلاو پسترانتسکی
واتسلاو پُسترانتسکی (چکی: Václav Postránecký؛ ۸ سپتامبر ۱۹۴۳ – ۷ مهٔ ۲۰۱۹) بازیگر، معلم تئاتر، کارگردان، و صدا پیشه اهل کشور جمهوری چک بود. وی بین سال‌های ۱۹۵۶ تا ۲۰۱۹ میلادی فعالیت می‌کرد.
از فیلم‌ها یا برنامه‌های تلویزیونی که وی در آن نقش داشته‌است می‌توان به پان تاو اشاره کرد.